# Copa Mundial de Fútbol Sub-17 de 1995
La Copa Mundial de Fútbol Sub-17 de 1995 (en inglés: 3rd U-17 World Championship for the FIFA/JVC Cup-Ecuador 1995) fue la sexta edición del torneo realizado en Ecuador del 3 al 20 de agosto, siendo la primera oportunidad en que dicho país organizara un torneo de la FIFA.

## Sedes
| Ecuador                                           | Ecuador                                             | Ecuador                                        | Ecuador                                                  |
| ------------------------------------------------- | --------------------------------------------------- | ---------------------------------------------- | -------------------------------------------------------- |
| Cuenca Guayaquil Ibarra Portoviejo Quito Riobamba | Cuenca                                              | Ibarra                                         | Guayaquil                                                |
| Cuenca Guayaquil Ibarra Portoviejo Quito Riobamba | Estadio Alejandro Serrano Aguilar Capacidad: 16.500 | Estadio Olímpico de Ibarra Capacidad: 18.600   | Estadio Monumental Isidro Romero Carbo Capacidad: 59.283 |
| Cuenca Guayaquil Ibarra Portoviejo Quito Riobamba |                                                     |                                                |                                                          |
| Cuenca Guayaquil Ibarra Portoviejo Quito Riobamba | Portoviejo                                          | Riobamba                                       | Quito                                                    |
| Cuenca Guayaquil Ibarra Portoviejo Quito Riobamba | Estadio Reales Tamarindos Capacidad: 21.000         | Estadio Olímpico de Riobamba Capacidad: 18.000 | Estadio Olímpico Atahualpa Capacidad: 35.258             |
| Cuenca Guayaquil Ibarra Portoviejo Quito Riobamba |                                                     |                                                |                                                          |

## Equipos participantes
En cursiva, los equipos debutantes en la Copa Mundial de Fútbol Sub-17.
| Clasificatorias | Clasificatorias | Clasificatorias | Clasificatorias | Clasificatorias | Clasificatorias |
| --------------- | --------------- | --------------- | --------------- | --------------- | --------------- |
| CAF             | AFC             | UEFA            | Concacaf        | OFC             | Conmebol        |

| Equipos participantes | Equipos participantes | Equipos participantes | Equipos participantes |
| --------------------- | --------------------- | --------------------- | --------------------- |
| Alemania              | Canadá                | España                | Japón                 |
| Argentina             | Catar                 | Estados Unidos        | Nigeria               |
| Australia             | Costa Rica            | Ghana                 | Omán                  |
| Brasil                | Ecuador               | Guinea                | Portugal              |

## Árbitros
| ASIA - Hossein Asgari - Ahmad Haji Yaakub ÁFRICA - Pierre Mounguengui - Said Belqola CONCACAF - Antonio Marrufo - Ramesh Ramdhan | CONMEBOL - Roger Zambrano - Epifiano González - José Luis Da Rosa EUROPA - Fritz Stuchlik - Hartmut Strampe - Leslie Irvine - Vasyl Melnychuk OCEANÍA - Barry Tasker |

## Resultados

### Primera fase

#### Grupo A
| Equipo         | Pts | PJ | PG | PE | PP | GF | GC | Dif |
| -------------- | --- | -- | -- | -- | -- | -- | -- | --- |
| Ghana          | 9   | 3  | 3  | 0  | 0  | 5  | 1  | 4   |
| Ecuador        | 4   | 3  | 1  | 1  | 1  | 3  | 2  | 1   |
| Japón          | 4   | 3  | 1  | 1  | 1  | 2  | 2  | 0   |
| Estados Unidos | 0   | 3  | 0  | 0  | 3  | 1  | 6  | -5  |

| 3 de agosto de 1995, 20:15 | Ecuador                  | 2:0 (1:0) | Estados Unidos | Estadio Olímpico Atahualpa, Quito                          |                                                            |
|                            | Moreira 31' · Corozo 83' |           |                | Asistencia: 28.000 espectadores Árbitro(s): Fritz Stuchlik | Asistencia: 28.000 espectadores Árbitro(s): Fritz Stuchlik |

| 3 de agosto de 1995, 18:00 | Ghana      | 1:0 (1:0) | Japón | Estadio Olímpico Atahualpa, Quito                         |                                                           |
|                            | Kamara 32' |           |       | Asistencia: 28.000 espectadores Árbitro(s): Leslie Irvine | Asistencia: 28.000 espectadores Árbitro(s): Leslie Irvine |

| 5 de agosto de 1995, 18:15 | Ecuador    | 1:2 (1:1) | Ghana               | Estadio Olímpico Atahualpa, Quito                             |                                                               |
|                            | Angulo 32' |           | Sule 6' · Gambo 68' | Asistencia: 18.000 espectadores Árbitro(s): José Luis Da Rosa | Asistencia: 18.000 espectadores Árbitro(s): José Luis Da Rosa |

| 5 de agosto de 1995, 16:00 | Estados Unidos | 1:2 (0:0) | Japón                       | Estadio Olímpico Atahualpa, Quito                          |                                                            |
|                            | Redmond 60'    |           | Yamazaki 49' · Takahara 86' | Asistencia: 12.000 espectadores Árbitro(s): Fritz Stuchlik | Asistencia: 12.000 espectadores Árbitro(s): Fritz Stuchlik |

| 8 de agosto de 1995, 20:15 | Ecuador | 0:0 | Japón | Estadio Olímpico Atahualpa, Quito                        |  |
|                            |         |     |       | Asistencia: 34.000 espectadores Árbitro(s): Said Belqola |  |

| 8 de agosto de 1995, 18:00 | Estados Unidos | 0:2 (0:1) | Ghana                   | Estadio Olímpico Atahualpa, Quito                           |                                                             |
|                            |                |           | Iddrisu 35' · Akwei 65' | Asistencia: 28.000 espectadores Árbitro(s): Vasyl Melnychuk | Asistencia: 28.000 espectadores Árbitro(s): Vasyl Melnychuk |

#### Grupo B
| Equipo     | Pts | PJ | PG | PE | PP | GF | GC | Dif |
| ---------- | --- | -- | -- | -- | -- | -- | -- | --- |
| Argentina  | 9   | 3  | 3  | 0  | 0  | 7  | 0  | 7   |
| Portugal   | 3   | 3  | 1  | 0  | 2  | 5  | 6  | -1  |
| Guinea     | 3   | 3  | 1  | 0  | 2  | 3  | 6  | -3  |
| Costa Rica | 3   | 3  | 1  | 0  | 2  | 2  | 5  | -3  |

| 4 de agosto de 1995, 18:00 | Argentina                            | 3:0 (2:0) | Portugal | Estadio Alejandro Serrano Aguilar, Cuenca                  |                                                            |
|                            | Gatti 5' · La Paglia 19', 88' (pen.) |           |          | Asistencia: 6.500 espectadores Árbitro(s): Hartmut Strampe | Asistencia: 6.500 espectadores Árbitro(s): Hartmut Strampe |

| 4 de agosto de 1995, 20:15 | Costa Rica                      | 2:0 (0:0) | Guinea | Estadio Alejandro Serrano Aguilar, Cuenca               |                                                         |
|                            | Fonseca 80' · Villavicencio 87' |           |        | Asistencia: 6.500 espectadores Árbitro(s): Barry Tasker | Asistencia: 6.500 espectadores Árbitro(s): Barry Tasker |

| 6 de agosto de 1995, 13:15 | Portugal          | 2:3 (2:1) | Guinea                                      | Estadio Alejandro Serrano Aguilar, Cuenca                    |                                                              |
|                            | Zefarino 11', 26' |           | Bangoura 30' · Conte 48' (pen.) · Keita 65' | Asistencia: 2.500 espectadores Árbitro(s): Ahmed Haji Yaakub | Asistencia: 2.500 espectadores Árbitro(s): Ahmed Haji Yaakub |

| 6 de agosto de 1995, 20:15 | Argentina               | 2:0 (0:0) | Costa Rica | Estadio Alejandro Serrano Aguilar, Cuenca                 |                                                           |
|                            | Caseiro 62' · Gatti 79' |           |            | Asistencia: 2.500 espectadores Árbitro(s): Hossein Asgari | Asistencia: 2.500 espectadores Árbitro(s): Hossein Asgari |

| 9 de agosto de 1995, 18:00 | Portugal                       | 3:0 (0:0) | Costa Rica | Estadio Alejandro Serrano Aguilar, Cuenca                  |                                                            |
|                            | Vargas 88', 90+1' · Adolfo 89' |           |            | Asistencia: 15.000 espectadores Árbitro(s): Roger Zambrano | Asistencia: 15.000 espectadores Árbitro(s): Roger Zambrano |

| 9 de agosto de 1995, 20:15 | Argentina               | 2:0 (2:0) | Guinea | Estadio Alejandro Serrano Aguilar, Cuenca                   |                                                             |
|                            | Peralta 18' · Aimar 26' |           |        | Asistencia: 15.000 espectadores Árbitro(s): Antonio Marrufo | Asistencia: 15.000 espectadores Árbitro(s): Antonio Marrufo |

#### Grupo C
| Equipo    | Pts | PJ | PG | PE | PP | GF | GC | Dif |
| --------- | --- | -- | -- | -- | -- | -- | -- | --- |
| Nigeria   | 7   | 3  | 2  | 1  | 0  | 5  | 2  | 3   |
| Australia | 4   | 3  | 1  | 1  | 1  | 5  | 4  | 1   |
| España    | 4   | 3  | 1  | 1  | 1  | 4  | 4  | 0   |
| Catar     | 1   | 3  | 0  | 1  | 2  | 1  | 5  | -4  |

| 4 de agosto de 1995, 12:00 | Nigeria       | 1:1 (1:1) | Catar      | Estadio Olímpico de Riobamba, Riobamba                      |                                                             |
|                            | Anyamkygh 36' |           | Ghulam 39' | Asistencia: 20.000 espectadores Árbitro(s): Antonio Marrufo | Asistencia: 20.000 espectadores Árbitro(s): Antonio Marrufo |

| 4 de agosto de 1995, 14:15 | Australia        | 2:2 (1:0) | España                        | Estadio Olímpico de Riobamba, Riobamba                     |                                                            |
|                            | Allsopp 16', 73' |           | Duarte 55' (pen.) · Mista 73' | Asistencia: 20.000 espectadores Árbitro(s): Ramesh Ramdham | Asistencia: 20.000 espectadores Árbitro(s): Ramesh Ramdham |

| 6 de agosto de 1995, 12:00 | Nigeria                       | 2:0 (1:0) | Australia | Estadio Olímpico de Riobamba, Riobamba                     |                                                            |
|                            | Anyamkygh 29' · Obiorah 90+3' |           |           | Asistencia: 10.000 espectadores Árbitro(s): Roger Zambrano | Asistencia: 10.000 espectadores Árbitro(s): Roger Zambrano |

| 6 de agosto de 1995, 14:15 | Catar | 0:1 (0:0) | España     | Estadio Olímpico de Riobamba, Riobamba                       |                                                              |
|                            |       |           | Ferrón 83' | Asistencia: 10.000 espectadores Árbitro(s): Epifano Gonzalez | Asistencia: 10.000 espectadores Árbitro(s): Epifano Gonzalez |

| 9 de agosto de 1995, 12:00 | Catar | 0:3 (0:1) | Australia                            | Estadio Olímpico de Riobamba, Riobamba                      |                                                             |
|                            |       |           | Kewell 43' (pen.) · Allsopp 48', 56' | Asistencia: 10.000 espectadores Árbitro(s): Hartmut Strampe | Asistencia: 10.000 espectadores Árbitro(s): Hartmut Strampe |

| 9 de agosto de 1995, 14:15 | Nigeria                       | 2:1 (0:0) | España     | Estadio Olímpico de Riobamba, Riobamba                   |                                                          |
|                            | Obiorah 48' · Onwuzuruike 84' |           | Duarte 57' | Asistencia: 10.000 espectadores Árbitro(s): Barry Tasker | Asistencia: 10.000 espectadores Árbitro(s): Barry Tasker |

#### Grupo D
| Equipo   | Pts | PJ | PG | PE | PP | GF | GC | Dif |
| -------- | --- | -- | -- | -- | -- | -- | -- | --- |
| Brasil   | 7   | 3  | 2  | 1  | 0  | 5  | 0  | 5   |
| Omán     | 7   | 3  | 2  | 1  | 0  | 5  | 1  | 4   |
| Alemania | 3   | 3  | 1  | 0  | 2  | 3  | 6  | -3  |
| Canadá   | 0   | 3  | 0  | 0  | 3  | 1  | 7  | -6  |

| 4 de agosto de 1995, 13:00 | Brasil                                     | 3:0 (1:0) | Alemania | Estadio Olímpico de Ibarra, Ibarra                       |                                                          |
|                            | Dijimi 39' · Carlos Alberto 54' · Juan 63' |           |          | Asistencia: 16.000 espectadores Árbitro(s): Said Belqola | Asistencia: 16.000 espectadores Árbitro(s): Said Belqola |

| 4 de agosto de 1995, 15:15 | Omán                       | 2:1 (1:0) | Canadá      | Estadio Olímpico de Ibarra, Ibarra                             |                                                                |
|                            | Al-Kathiri 43', 73' (pen.) |           | Bernier 70' | Asistencia: 16.000 espectadores Árbitro(s): Pierre Mounguengui | Asistencia: 16.000 espectadores Árbitro(s): Pierre Mounguengui |

| 6 de agosto de 1995, 14:00 | Brasil | 0:0 | Omán | Estadio Olímpico de Ibarra, Ibarra                          |  |
|                            |        |     |      | Asistencia: 10.000 espectadores Árbitro(s): Vasyl Melnychuk |  |

| 6 de agosto de 1995, 16:15 | Alemania                             | 3:0 (1:0) | Canadá | Estadio Olímpico de Ibarra, Ibarra                       |                                                          |
|                            | Brezina 23' · Rost 68' · Brugera 73' |           |        | Asistencia: 16.000 espectadores Árbitro(s): Said Belqola | Asistencia: 16.000 espectadores Árbitro(s): Said Belqola |

| 9 de agosto de 1995, 13:00 | Alemania | 0:3 (0:1) | Omán                                      | Estadio Olímpico de Ibarra, Ibarra                           |                                                              |
|                            |          |           | Al-Kathiri 4' (pen.) · Al-Siyabi 81', 87' | Asistencia: 9.000 espectadores Árbitro(s): José Luis Da Rosa | Asistencia: 9.000 espectadores Árbitro(s): José Luis Da Rosa |

| 9 de agosto de 1995, 15:15 | Brasil               | 2:0 (1:0) | Canadá | Estadio Olímpico de Ibarra, Ibarra                        |                                                           |
|                            | Bel 2' · Eduardo 46' |           |        | Asistencia: 16.000 espectadores Árbitro(s): Leslie Irvine | Asistencia: 16.000 espectadores Árbitro(s): Leslie Irvine |

### Segunda fase
|  | Cuartos de final           | Cuartos de final           |           |        | Semifinales          | Semifinales          |  |       | Final                | Final                |  |
|  | 12 al 13 de agosto de 1995 | 12 al 13 de agosto de 1995 |           |        | 17 de agosto de 1995 | 17 de agosto de 1995 |  |       | 20 de agosto de 1995 | 20 de agosto de 1995 |  |
|  |                            |                            |           |        |                      |                      |  |       |                      |                      |  |
|  |                            |                            |           |        |                      |                      |  |       |                      |                      |  |
|  | Ghana                      | 2                          |           |        |                      |                      |  |       |                      |                      |  |
|  | Ghana                      | 2                          |           |        |                      |                      |  |       |                      |                      |  |
|  | Portugal                   | 0                          |           |        |                      |                      |  |       |                      |                      |  |
|  | Portugal                   | 0                          |           | Ghana  | 3                    |                      |  |       |                      |                      |  |
|  |                            |                            |           | Ghana  | 3                    |                      |  |       |                      |                      |  |
|  |                            |                            | Omán      | 1      |                      |                      |  |       |                      |                      |  |
|  | Omán                       | 2                          | Omán      | 1      |                      |                      |  |       |                      |                      |  |
|  | Omán                       | 2                          |           |        |                      |                      |  |       |                      |                      |  |
|  | Nigeria                    | 1                          |           |        |                      |                      |  |       |                      |                      |  |
|  | Nigeria                    | 1                          |           |        |                      |                      |  | Ghana | 3                    |                      |  |
|  |                            |                            |           |        |                      |                      |  | Ghana | 3                    |                      |  |
|  |                            |                            | Brasil    | 2      |                      |                      |  |       |                      |                      |  |
|  | Argentina                  | 3                          | Brasil    | 2      |                      |                      |  |       |                      |                      |  |
|  | Argentina                  | 3                          |           |        |                      |                      |  |       |                      |                      |  |
|  | Ecuador                    | 1                          |           |        |                      |                      |  |       |                      |                      |  |
|  | Ecuador                    | 1                          |           | Brasil | 3                    |                      |  |       |                      |                      |  |
|  |                            |                            |           | Brasil | 3                    |                      |  |       |                      |                      |  |
|  |                            |                            | Argentina | 0      |                      |                      |  |       |                      |                      |  |
|  | Brasil                     | 3                          | Argentina | 0      |                      |                      |  |       |                      |                      |  |
|  | Brasil                     | 3                          |           |        |                      |                      |  |       |                      |                      |  |
|  | Australia                  | 1                          |           |        |                      |                      |  |       |                      |                      |  |
|  | Australia                  | 1                          |           |        |                      |                      |  |       |                      |                      |  |
|  |                            |                            |           |        |                      |                      |  |       |                      |                      |  |

#### Cuartos de final
| 12 de agosto de 1995, 17:00 | Ghana                        | 2:0 (1:0) | Portugal | Estadio Olímpico Atahualpa, Quito                           |                                                             |
|                             | Bentil 12' · Amaniampong 87' |           |          | Asistencia: 2.000 espectadores Árbitro(s): Epifano Gonzalez | Asistencia: 2.000 espectadores Árbitro(s): Epifano Gonzalez |

| 12 de agosto de 1995, 20:00 | Nigeria              | 1:2 (1:1) | Omán                         | Estadio Reales Tamarindos, Portoviejo                       |                                                             |
|                             | Chukwueke 13' (pen.) |           | Al-Kathiri 32' · Al-Nobi 49' | Asistencia: 12.000 espectadores Árbitro(s): Hartmut Strampe | Asistencia: 12.000 espectadores Árbitro(s): Hartmut Strampe |

| 13 de agosto de 1995, 14:00 | Brasil                                       | 3:1 (1:1) | Australia   | Estadio Reales Tamarindos, Portoviejo                       |                                                             |
|                             | Rodrigo 14' · Kléber 65' · Marco Antonio 75' |           | Allsopp 32' | Asistencia: 12.000 espectadores Árbitro(s): Antonio Marrufo | Asistencia: 12.000 espectadores Árbitro(s): Antonio Marrufo |

| 13 de agosto de 1995, 17:00 | Argentina                                  | 3:1 (1:0) | Ecuador   | Estadio Monumental, Guayaquil                             |                                                           |
|                             | Mercado 36' (a.g.) · Aimar 46' · Gatti 66' |           | Ayala 86' | Asistencia: 10.000 espectadores Árbitro(s): Leslie Irvine | Asistencia: 10.000 espectadores Árbitro(s): Leslie Irvine |

#### Semifinales
| 17 de agosto de 1995, 17:00 | Ghana                                | 3:1 (1:0) | Omán           | Estadio Reales Tamarindos, Portoviejo                         |                                                               |
|                             | Ansah 38' · Kamara 54' · Iddrisu 72' |           | Al-Kathiri 67' | Asistencia: 18.000 espectadores Árbitro(s): Jose Luis Da Rosa | Asistencia: 18.000 espectadores Árbitro(s): Jose Luis Da Rosa |

| 17 de agosto de 1995, 20:00 | Argentina | 0:3 (0:0) | Brasil                              | Estadio Monumental, Guayaquil                             |                                                           |
|                             |           |           | Rodrigo 74' · Rocha 88' · Fabio 90' | Asistencia: 3.000 espectadores Árbitro(s): Fritz Stuchlik | Asistencia: 3.000 espectadores Árbitro(s): Fritz Stuchlik |

#### Tercer Puesto
| 20 de agosto de 1995, 14:30 | Omán | 0:2 (0:1) | Argentina                 | Estadio Monumental, Guayaquil                            |                                                          |
|                             |      |           | Gatti 20' · Cambiasso 71' | Asistencia: 30.000 espectadores Árbitro(s): Said Belqola | Asistencia: 30.000 espectadores Árbitro(s): Said Belqola |

#### Final
| 20 de agosto de 1995, 20:00 | Ghana                               | 3:2 (2:0) | Brasil                       | Estadio Monumental, Guayaquil                             |                                                           |
|                             | Sule 39' · Iddrisu 45' · Bentil 49' |           | Juan 47' · Marco Antonio 90' | Asistencia: 30.000 espectadores Árbitro(s): Leslie Irvine | Asistencia: 30.000 espectadores Árbitro(s): Leslie Irvine |

#### Campeón
| Bandera de Ghana        |
| Campeón Ghana 2° título |

## Posiciones Finales
| Equipo | Equipo         | Pts | PJ | PG | PE | PP | GF | GC | Dif |
| ------ | -------------- | --- | -- | -- | -- | -- | -- | -- | --- |
| 1      | Ghana          | 18  | 6  | 6  | 0  | 0  | 13 | 4  | +9  |
| 2      | Brasil         | 13  | 6  | 4  | 1  | 1  | 13 | 4  | +9  |
| 3      | Argentina      | 15  | 6  | 5  | 0  | 1  | 12 | 4  | +8  |
| 4      | Omán           | 10  | 6  | 3  | 1  | 2  | 8  | 7  | +1  |
| 5      | Nigeria        | 7   | 4  | 2  | 1  | 1  | 6  | 4  | +2  |
| 6      | Australia      | 4   | 4  | 1  | 1  | 2  | 6  | 7  | -1  |
| 7      | Ecuador        | 4   | 4  | 1  | 1  | 2  | 4  | 5  | -1  |
| 8      | Portugal       | 3   | 4  | 1  | 0  | 3  | 5  | 8  | -3  |
| 9      | España         | 4   | 3  | 1  | 1  | 1  | 4  | 4  | 0   |
| 10     | Japón          | 4   | 3  | 1  | 1  | 1  | 2  | 2  | 0   |
| 11     | Guinea         | 3   | 3  | 1  | 0  | 2  | 3  | 6  | -3  |
| 12     | Alemania       | 3   | 3  | 1  | 0  | 2  | 3  | 6  | -3  |
| 13     | Costa Rica     | 3   | 3  | 1  | 0  | 2  | 2  | 5  | -3  |
| 14     | Catar          | 1   | 3  | 0  | 1  | 2  | 1  | 5  | -4  |
| 15     | Estados Unidos | 0   | 3  | 0  | 0  | 3  | 1  | 6  | -5  |
| 16     | Canadá         | 0   | 3  | 0  | 0  | 3  | 1  | 7  | -6  |

## Goleadores
| Jugador             | Selección | Goles |
| ------------------- | --------- | ----- |
| Daniel Allsopp      | Australia | 5     |
| Mohammed Al-Kathiri | Omán      | 5     |
| Fernando Gatti      | Argentina | 4     |